# K.u.k. Dragonerregiment „Kaiser Ferdinand I.“ Nr. 4

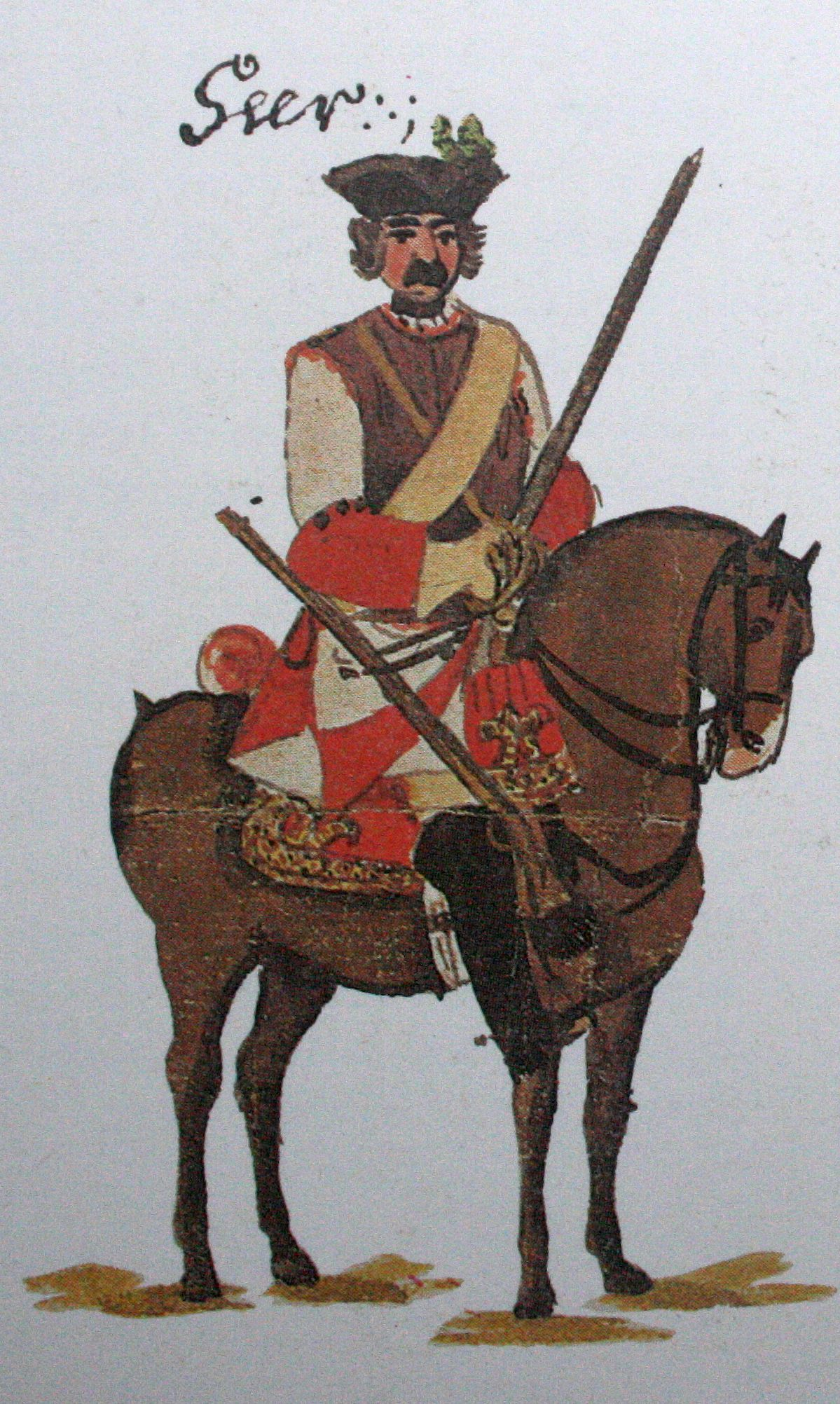
Kaiserliches Kürassierregiment Seherr von Thoss (K 5) 1734 Gudenushandschrift

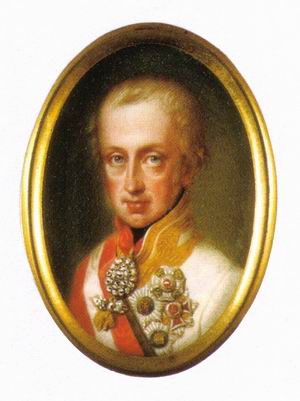
Kaiser Ferdinand I. in einem Bildnis von 1793 – er wurde erst 1888 Namensgeber

Der Verband war im 17. Jahrhundert als Harrant-Cürassiere für die kaiserlich-habsburgische Armee errichtet worden. Aus diesem entwickelte sich im Laufe der Zeit bis hin zur Gemeinsamen Armee innerhalb der Österreichisch-Ungarischen Landstreitkräfte das k.u.k. Dragonerregiment „Kaiser Ferdinand I.“ Nr. 4.
1769 wurde dem Regiment in der neu errichteten Kavallerie-Rangliste die Bezeichnung Cavallerie-Regiment Nr. 12 zugeteilt. Der Name lautete jedoch bis 1798 weiterhin nach dem Regimentsinhaber (der nicht auch der Kommandant sein musste). Eine verbindliche Regelung der Schreibweise existierte nicht. (zum Beispiel Regiment Graf Serbelloni – oder Regiment Serbelloni.) Mit jedem Inhaberwechsel änderte das betroffene Regiment dann auch seinen Namen.
Nach der Änderung des Systems 1798 galt vorrangig die nummerierte Bezeichnung, die unter Umständen mit dem Namen des Inhabers verbunden werden konnte. Hierbei erfolgte zunächst die Umbenennung in Kürassierregiment Nr. 12
Seit 1895 hatte das Regiment seinen Namen auf immerwährende Zeit zu führen. Des ungeachtet wurden im Jahr 1915 alle Ehrennamen
ersatzlos gestrichen. Der Verband hieß von da an nur noch Dragonerregiment Nr. 4 (Dies ließ sich in der Praxis jedoch nicht durchsetzen, einerseits weil sich niemand daran hielt, andererseits weil die sehr sparsame k.u.k. Militärverwaltung angeordnet hatte, zunächst alle noch vorhandenen Formulare und Stempel aufzubrauchen!)
Zur Systematik wurden nachträglich auch folgende Nummerierungen eingeführt: 1672/1 (nach Tessin), Kürassierregiment K 5 (nach Bleckwenn).

## Vorgeschichte
- Von 1798 bis 1802 führte das spätere Ulanen-Regiment Nr. 7 die Bezeichnung Dragoner-Regiment Nr. 4.

- Von 1802 bis 1860 existierte das dann aufgelöste Regiment Leopold Großherzog von Toscana als Dragoner-Regiment Nr. 4.
- Das Regiment führte von 1875 bis 1895 den Namen Dragoner-Regiment Erzherzog Albrecht Nr. 4

## Formationsgeschichte

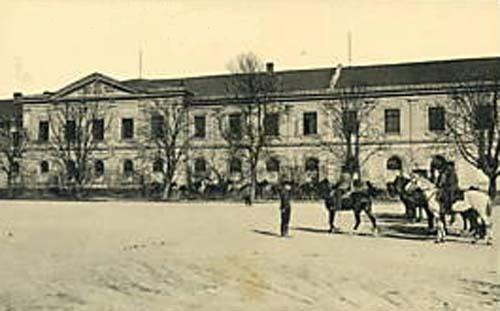
Dragonerkaserne in Wels (um 1900)

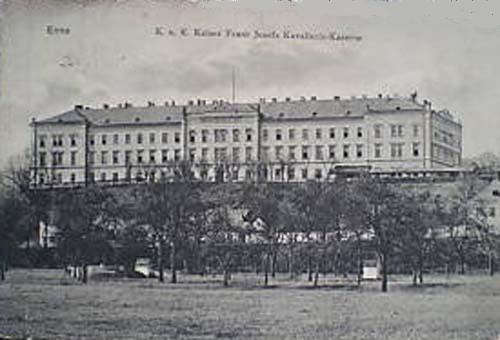
Kaiser Franz-Josef Kavalleriekaserne in Enns

- Kaiser Franz-Josef Kavalleriekaserne in EnnsAm 2. Dezember 1672 laut Capitulation durch den Obristen Harrant als Kürassier-Regiment Harrant aufgestellt.
- 1679 wurden zwei Kompanien des aufgelösten Reiter-Regiments Bayreuth, sowie Teile der Regimenter Oettingen und Holstein eingegliedert
- 1707 Teile des Regiments Bartel eingegliedert
- 1721 Eine Kompanie des Kürassier-Regiments Steinville übernommen
- 1731 Einen Teil der 1727 aufgestellten Auctionskompanie an das Kürassier-Regiment Kokorowa abgegeben
- 1768 Die Karabinier Kompanie an das neu formierte 1. Carabinier – Regiment (später Dragoner Nr. 3) abgegeben, dagegen eine Eskadron des aufgelösten Kürassier-Regiments Kleinholdt übernommen
- 1769 Zuweisung der Kavallerie-Ranglistennummer 12
- 1775 Die Majors Division des aufgelösten Regiments Thurn übernommen
- 1798 Änderung der Namensgebung in Kürassier-Regiment Nr. 12
- 1802 Änderung in Kürassier-Regiment Nr. 4. Gleichzeitig wurde die Majors Division des aufgelösten Kürassier-Regiments Czartoryski übernommen
- 1867 Umwandlung in Dragonerregiment Nr. 4

## Ergänzungsbezirke
- 1781 bis 1852 Ober- und Niederösterreich
- 1853 bis 1857 aus dem Wehrbezirk des Infanterie-Regiments Nr. 4 (Wien)
- Seit 1857 aus Oberösterreich und Salzburg, Ergänzungsbezirke der IR Nr. 14 und 59 (Linz, Salzburg)
- Anschließend aus dem Bereich des 14. Korps.(Innsbruck)

## Friedensgarnisonen
| I. | II. | III. |
| --- | --- | --- |
| - 1673 Eger - 1679–1682 Verteilt auf ganz Böhmen - 1698–1703 Verteilt auf Siebenbürgen - 1714–1716 im Neograder und Gömöer Komitat - 1718 Debreczin - 1727–1734 Banat - 1735–1741 Herzogtum Jülich - 1739–1741 Ödenburg und Wesprim - 1745 Sároser und Gömöer Komitat - 1751 Gran - 1752 Szatmár - 1754–1756 Bellusch (Beluša) - 1763 Rosenau - 1766 Miskolcz - 1768 Verpelét - 1773 Rosenau - 1775 Debreczin | - 1777–1778 St. Peter - 1779 Moór - 1782 Csákvár - 1787 Moór - 1790 Stuhlweißenburg und Moór - 1791–1793 Brandeis - 1798–1799 Güns - 1801 Pécsvár - 1803 Wien - 1804–1806 Maria-Theresiopel - 1807 Gyöngyös - 1808–1809 Grosswardein - 1810 Moór - 1811 Totis, dann Lovas-Berényi (Lovasberény) - 1812–1813 Wesprim - 1814–1815 Brandeis - 1816 Wien - 1817 St. Georgen - 1847–1848 Wien | - 1849 Czegléd - 1850 Nyíregyháza - 1852 Moór - 1854 Galizien - 1855–1859 Kecskemét - 1859 Neuhäusel - 1863–1866 St. Georgen - 1866 Nyíregyháza - 1867 Nagy-Kalló (Nagykálló) - 1808 Nagy-Károly - 1871 Enns - 1873 Wels - 1886 Enns - 1892 Wien - 1903–1908 Marburg - 1914 Stab/I. DivKdo/2.Esk./3.Esk. Enns – II. DivKdo/1.Esk./4.Esk./5.Esk./6.Esk Wels |

## Regimentsinhaber

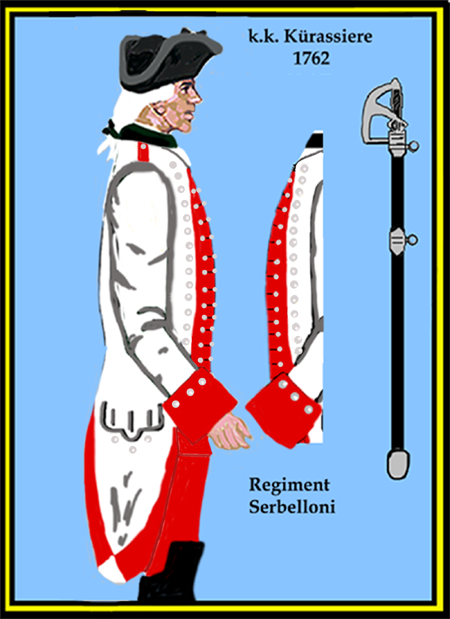
Als Kürassier-Regiment „Serbelloni“ 1745–1778

- 1672 Obrist Christoph Wilhelm Harant von Polschitz (Kürassier-Regiment Harrant)
- 1682 Obrist Aeneas Sylvius Graf Piccolomini d’Aragona (Kürassier-Regiment Graf Piccolomini)
- 1690 Obrist Lorenz Graf Hofkirchen (Kürassier-Regiment Graf Hochkirchen)
- 1693 Obrist Johann Anton Graf Herberstein (Kürassier-Regiment Graf Herberstein)
- 1700 Generalfeldwachtmeister Leo Graf Uhlefeld (Kürassier-Regiment Graf Uhlefeld)
- 1716 Generalfeldwachtmeister Adam Comte de Gondrecourt (Kürassier-Regiment Gondrecourt)
- 1723 Obrist Johann Friedrich Prinz Modena d´Este (Kürassier-Regiment Modena)
- 1727 Generalfeldwachtmeister Johann Christoph Freiherr Seherr von Thoss (Kürassier-Regiment Thoss)
- 1743 Feldmarschalleutnant Franz Graf Saintignon (Kürassier-Regiment Saint-Ignon)
- 1745 Feldmarschalleutnant Graf Johann Baptist Serbelloni (Kürassier-Regiment Serbelloni)
- 1778 Generalmajor Georg August Prinz von Mecklenburg–Strelitz (Kürassier-Regiment Mecklenburg-Strelitz)
- 1786 Generalmajor Moriz Graf Kavanagh (Kürassier-Regiment Graf Kavanagh)
- 1798 Änderung der Namensgebung in Kürassier-Regiment Nr. 12
- 1801 Oberst Erzherzog Ferdinand
- 1835 Feldmarschalleutnant Raban, Freiherr von Spiegel
- 1836 Feldmarschalleutnant Karl Freiherr von Mengen
- 1848 Kaiser Ferdinand
- 1875 Feldmarschall Erzherzog Albrecht

### Zweite Inhaber
- 1802 Graf Andreas Karaczay († 1808), FML
- 1809 Josef Wenzel Radetzky von Radetz, FML (ab 1809 Inhaber des Husaren-Regiments Nr. 5)
- 1809 Graf Ferdinand Peter Hennequin de Fresnel und Curel († 1831), FML
- 1831 Freiherr Raban von Spiegel (ab 1835 Inhaber)
- 1848 Freiherr Karl von Mengen († 1851), FML
- 1852 Fürst Josef zu Lobkowitz, General der Kavallerie

### Regiments-Kommandanten
| I. | II. | III. |
| --- | --- | --- |
| - 1672 der Inhaber Obrist Harrant - 1677 Obristlieutenant Aeneas Sylvius Graf Piccolomini - 1682 derselbe als Obrist – Inhaber - 1683 Obristlieutenant Warlusel (Wareusel?) - 1684 Obristlieutenant Flaminio Bittum - 1685 Obristlieutenant Razenhausen - 1688 Obristlieutenant Haberl - 1690 der Inhaber Obrist Graf Hofkirchen - 1691 Obristlieutenant Friedrich Wilhelm Freiherr von Haberspurg - 1693 der Inhaber Obrist Graf Herberstein - 1694 Obristlieutenant Friedrich Wilhelm Freiherr von Haberspurg - 1689 Obristlieutenant-Obrist Ignaz Graf Costa - 1708 Obristlieutenant-Obrist Freiherr Monticelli von Rovero - 1714 Obristlieutenant Rocheville - 1718 Obrist Baron de Héron - 1723 Obrist Freiherr Mengen von Hörde - 1729 Obrist Oudaille - 1734 Obrist Wilhelm Pfalzgraf von Birkenfeld | - 1739 Obrist Wilhelm Freiherr von Minkwitzburg - 1741 Obrist Graf Sonau - 1745 Obrist Wilhelm Freiherr von Rzikowsky - 1753 Obrist Joseph Graf D´Ayasassa - 1757 Oberst Johann Hueber - 1764 Oberst Sylvius Alexander Graf Bojanowski - 1771 Oberst Emanuel Freiherr von Wimmersberg - 1777 Oberst Julius Graf Bertolini - 1784 Oberst Heinrich Graf Bünau zu Seyselitz - 1786 Oberst Ignaz Carl Graf Mercandin - 1792 Oberst Friedrich Xaver Prinz zu Hohenzollern-Hechingen - 1796 Oberst Leopold Graf Pálffy ab Erdöd - 1799 Oberst Heinrich Bersina von Siegenthal - 1801 Oberst Anton von Ricking - 1807 Oberst Philipp Christoph Freiherr von Bechthold - 1811 Oberst Paul Freiherr von Taxis - 1814 Oberst Georg von Mann - 1820 Oberst Carl Graf Clam-Martinic | - 1830 Oberst Carl Marquis Sommariva - 1836 Oberst Edmund Fürst zu Schwarzenberg - 1844 Oberst Hugo Graf Mensdorff-Pouilly - 1847 Oberst Philipp Edler von Weiss - 1849 Oberst Albert Graf Waldstein-Wartenberg - 1851 Oberst Franz Reznar Edler von Riedburg* - 1853 Oberst Carl Graf Coudenhove - 1859 Oberst Sarkander von Raabl - 1863 Oberst Joseph Berres Edler von Perez - 1868 Oberst Heinrich Freiherr von Ritter - 1874 Oberst Eduard Graf Paar - 1879 Oberst Carl von Klenek - 1884 Oberst Hartwig Freiherr von Wersebe - 1890 Oberst Friedrich Freiherr von Weigelsperg - 1892 Oberst Richard Edler von Pflügl - 1898 Oberst Joseph Fleischmann von Theissruck - 1903 Oberst Leopold Voitl - 1907 Oberst Alexander Petschig - 1911 Oberst Karl von Risch - 1912–1914 Oberst Viktor Freiherr Sessler von Herzinger |

## Gefechtskalender
→Holländischer Krieg

Oberst Freiherr von Harrant Kürassier (1672)

- 1673 Auf dem Kriegsschauplatz in Deutschland mit einem Scharmützel bei Würzburg
- 1674 Teilnahme an der Schlacht bei Seneffe und bei der Einnahme von Dinant
- 1675 Patrouillen- und Sicherungsdienste am Niederrhein bei Bonn. Später mit der Hauptarmee an den Kämpfen bei Sassbach und Goldscheuer beteiligt.
- 1676–1678 Patrouillen- und Sicherungsdienste am Rhein, ohne Aktion

→Großer Türkenkrieg
- 1683 Mit der Hauptarmee bei dem Entsatz von Wien beteiligt. Schlacht bei Párkányi
- 1684 Belagerung von Ofen und Scharmützel bei Waitzen
- 1685 Kämpfe bei Gran mit anschließender Verlegung nach Oberungarn (Slowakei) Danach Verlegung nach Siebenbürgen.
- 1686 Im Korps Scherffenberg an den Gefechten bei Szent Benedek und Hermannstadt eingesetzt, verlegte das Regiment danach zur 2. Belagerung von Ofen. Dann der Armee des Markgrafen von Baden zugeteilt, kämpfte es vor Simontornya, Siklós und in weiteren Gefechten.
- 1687 Kämpfe am Berg Harsányim in der Schlacht bei Mohács
- 1688 Wieder der Armee des Markgrafen von Baden zugeteilt. Patrouillen- und Sicherungsdienste an der Save. Gefecht bei Derbent
- 1689 Streifzüge gegen Banjaluka und Tesain, Teilnahme an den Schlachten bei Batocina und Nissa. Das Regiment blieb dann in Bosnien stationiert und unternahm den Sicherungs- und Patrouillendienst. Teile der Einheit unternahmen zwei Streifzüge gegen Kacanik
- 1690 Marsch unter Gefechtsbedingungen nach Nissa, später nach Szolnok verlegt
- 1691 Mit der Hauptarmee in der Schlacht bei Szlankamen, später Gefechtstätigkeit an der Drau
- 1692 Bei der Belagerungsarmee vor Peterwardein
- 1693 Bei der Belagerung von Belgrad
- 1694 Bei der Belagerungsarmee vor Peterwardein
- 1695–1696 Teilnahme an den Operationen des Kurfürsten von Sachsen, danach Marsch nach Siebenbürgen
- 1697 Das Regiment stand in Siebenbürgen bei den Truppen am Eisernen Tor, nur ein Detachement war am Gefecht bei Uj-Palanka beteiligt
- 1698 Patrouillen- und Sicherungsdienste in Siebenbürgen

→Antihabsburgischen Aufstände im Königreich Ungarn von 1671–1711
- 1703 Kämpfe gegen die Rebellen in Siebenbürgen, Gefecht bei Hermannstadt
- 1704 Gefecht bei Pata (Entsatz von Klausenburg)
- 1706 Kämpfe bei Alsó-Szilvás, später unter General der Kavallerie Rabutin Feldzug gegen Grosswardein
- 1707 Der größere Teil des Regiments war im Korps Tige in Siebenbürgen beim Entsatz von Klausenburg und im Gefecht bei Kocsárd eingesetzt. Der Rest lag ohne Kampftätigkeit in Westungarn
- 1708 Einzelne Abteilungen führten kleinere Scharmützel bei Neuhäusel
- 1709 Patrouillen- und Sicherungsdienste. Keine Gefechtstätigkeit
- 1710 Gefecht bei Romhány. Später stand das Regiment vor Neuhäusel. Nach dem Fall dieser Festung operierte das Regiment am rechten Donauufer und überfiel bei Siófok und Martinsberg Abteilungen der Kuruzen

→Spanischer Erbfolgekrieg
- 1712 Verlegung des Regiments an den Rhein
- 1713 Im Verband der Reichsarmee, ohne Gefechtstätigkeit

→Venezianisch-Österreichischer Türkenkrieg
- 1716 Gefecht bei Carlowitz und Schlacht von Peterwardein, sowie der Belagerung von Temesvár
- 1717 Schlacht um Belgrad

→Polnischer Erbfolgekrieg
- 1734 An den Kriegsschauplatz in Deutschland verlegt befand sich das Regiment im Lager Heilbronn
- 1735 Im Verband des Mosel-Korps. Im Gefecht bei Clausen kam nur die Karabinier-Kompanie zum Einsatz

→Russisch-Österreichischer Türkenkrieg (1736–1739)
- 1737 Zur Hauptarmee nach Bosnien verlegt, ohne Aktion
- 1738 Gefechte bei Kornia und Mehadia
- 1739 das Regiment hatte große Verluste in der Schlacht bei Grocka

→Österreichischer Erbfolgekrieg
- 1741 Schlacht bei Mollwitz
- 1742 Im Korps Lobkowitz Gefecht bei Sahaj
- 1743 Von Braunau in Bayern verlegte das Regiment an den Rhein
- 1744 Rückzug nach Böhmen, ohne Gefechtstätigkeit
- 1745 Erhebliche Verluste erlitt das Regiment in der Schlacht bei Hohenfriedberg und der Schlacht bei Soor

→Siebenjähriger Krieg
- 1756 Auf dem Kriegsschauplatz in Böhmen, lediglich die Karabinier-Kompanie kam in der Schlacht bei Lobositz zum Einsatz
- 1757 Schlacht von Kolin. Später bei der Belagerung von Schweidnitz. Nur geringe Kampftätigkeit in der Schlacht bei Breslau und der Schlacht bei Leuthen.
- 1758 Das Regiment stand bei der Hauptarmee, ohne jedoch zum Einsatz zu kommen. Lediglich die Karabinier-Kompanie kämpfte in der Schlacht bei Hochkirch und im Gefecht bei Ebersbach (Görlitz)
- 1759 Kämpfe bei Meißen und Gefecht bei Maxen
- 1760 Schlacht bei Torgau
- 1761–1762 Patrouillen- und Sicherungsdienste in Sachsen, ohne Aktion

→Bayerischer Erbfolgekrieg
- 1778–1779 Patrouillen- und Sicherungsdienste in Mähren, dann in Böhmen, ohne Aktion

→Russisch-Österreichischer Türkenkrieg (1787–1792)
- 1788 Bei der Armee im Banat, deckte das Regiment beim Rückmarsch von Karansebes zusammen mit dem Kürassier-Regiment Caramelli (Nr. 2) den Rückzug
- 1789 Kämpfe vor Uj-Palánka, später vor Belgrad
- 1790 Der Observationsarmee in Mähren zugeteilt

→Koalitionskriege
- 1793 Auf den Kriegsschauplatz in den Niederlanden verlegt, kämpfte das Regiment bei Neerwinden. In der Schlacht bei Löwen, bzw. dem Avantgarden – Gefecht bei Bierbeck zeichnete sich die Oberstlieutenant Division und die Majors – 2. Eskadron aus. 1 1/2 Eskadronen kämpften bei Tournai, ein Detachement bei Templeuve. Mit besonderer Auszeichnung focht dann das Regiment bei la Capelle und Cysoing, vor Maubeuge und in der Schlacht bei Wattignies
- 1794 Kämpfe vor Landrecies und Charleroi
- 1795 Belagerung der Festung Mainz, später ohne Gefechtstätigkeit bei der Armee am Oberrhein
- 1796 Immer noch am Oberrhein kämpfte das Regiment im Korps Latour bei Orloffen und Renchen. Anschließend in die Armee des Erzherzog Karl eingeteilt focht es bei Neumarkt in der Oberpfalz, Amberg und Schliengen
- 1797 Von Hüningen aus Marsch nach Innerösterreich. Keine Gefechtstätigkeit
- 1799 Auf dem Kriegsschauplatz nach Italien verlegt. Belagerung von Mantua, später mit dem Korps Freilich Feldzug in die Romagna
- 1800 Abteilungsweise auf verschiedenen Plätzen der Toscana verteilt. Nachdem trotz Waffenstillstand überlegene französische Truppen eingerückt waren, konnte sich das Regiment wieder vereinigen und der Brigade Sommariva in der Hauptarmee anschließen.
- 1801 Beim Rückzug von Vicenza führte das Regiment Nachhutgefechte
- 1805 Zur Armee in Deutschland eingeteilt (vier Divisionen) wurde das Regiment auf dem Marsch gegen Ulm von den übrigen Truppen bei Landsberg abgeschnitten, konnte sich jedoch kämpfend nach Tirol absetzen. Hier schloss es sich der Brigade Rohan an und musste mit dieser nach der Schlacht bei Castelfranco kapitulieren.
- 1809 Dem I. Reservekorps in Deutschland zugeteilt, kämpfte der Verband in der Schlacht bei Eggmühl und deckte danach den Rückzug von Regensburg. Teilnahme an der Schlacht bei Aspern, der Schlacht bei Wagram und der Schlacht bei Znaim

→Befreiungskriege
- 1813 Dem Kavallerie-Korps Nostiz zugeteilt stand es in der Schlacht um Dresden nur bei der Reservekavallerie. Gefecht an der Flöhe und Völkerschlacht bei Leipzig.
- 1814 Anfangs bei der Süd-Armee bei Macon, wurde das Regiment Ende März zur Hauptarmee abgestellt, keine Gefechtstätigkeit

→Herrschaft der Hundert Tage
- 1815 Patrouillen- und Sicherungsdienste am Oberrhein, ohne Aktion

→Revolution von 1848/1849 im Kaisertum Österreich
- 1848 Beim Ausbruch der Unruhen befand sich das Regiment in Wien, die Oberstlieutenant Division war am Gefecht bei Tabor beteiligt. Letztere rückte später als Bedeckung des kaiserlichen Hofes nach Olmütz ab. Die beiden anderen Divisionen verblieben in Znaim
- 1849 Die Oberstlieutenant Division verlegte nach Ungarn, wo sie unter Umständen am Gefecht bei Nagy-Satló teilnahm. (hier gibt es verschiedene Angaben) Später kämpfte sie mit der Oberst Division bei Pered und an der Waag. Nachdem auch die Majors Division nachgerückt war kämpfte das Regiment in der Kavallerie-Division Bechtold bei Raab, bei Ács, Puszta – Herkály, Szőreg und Temesvár (hier nur mit 4 Eskadronen)

→Deutscher Krieg
- 1866 Vier Eskadronen des Regiments waren der 1. Kavallerie-Division Prinz Holstein in der Nord-Armee zugeteilt. Teilnahme am Gefecht bei Wysokow und an der Schlacht bei Königgrätz. Auf dem Rückzug nach Wien führte die 5. Eskadron ein Gefecht bei Gammersdorf

→Erster Weltkrieg
Im Ersten Weltkrieg sahen sich die Kavallerie-Regimenter den unterschiedlichsten Verwendungen ausgesetzt. Zum Teil bestanden sie im Regimentsverband weiter, zum Teil wurden sie Eskadronsweise auf die Infanterie-Truppendivisionen, Korps- und Armeestäbe als sogenannte Divisionskavallerie aufgeteilt. (Sie versahen dort Dienste als Aufklärungs- und Meldereiter, sowie als Sicherungs-Detachements.) Die meisten der Regimenter mussten jedoch bald die Pferde abgeben (soweit sie noch welche hatten) und kamen danach zum infanteristische Einsatz.

## Verbleib

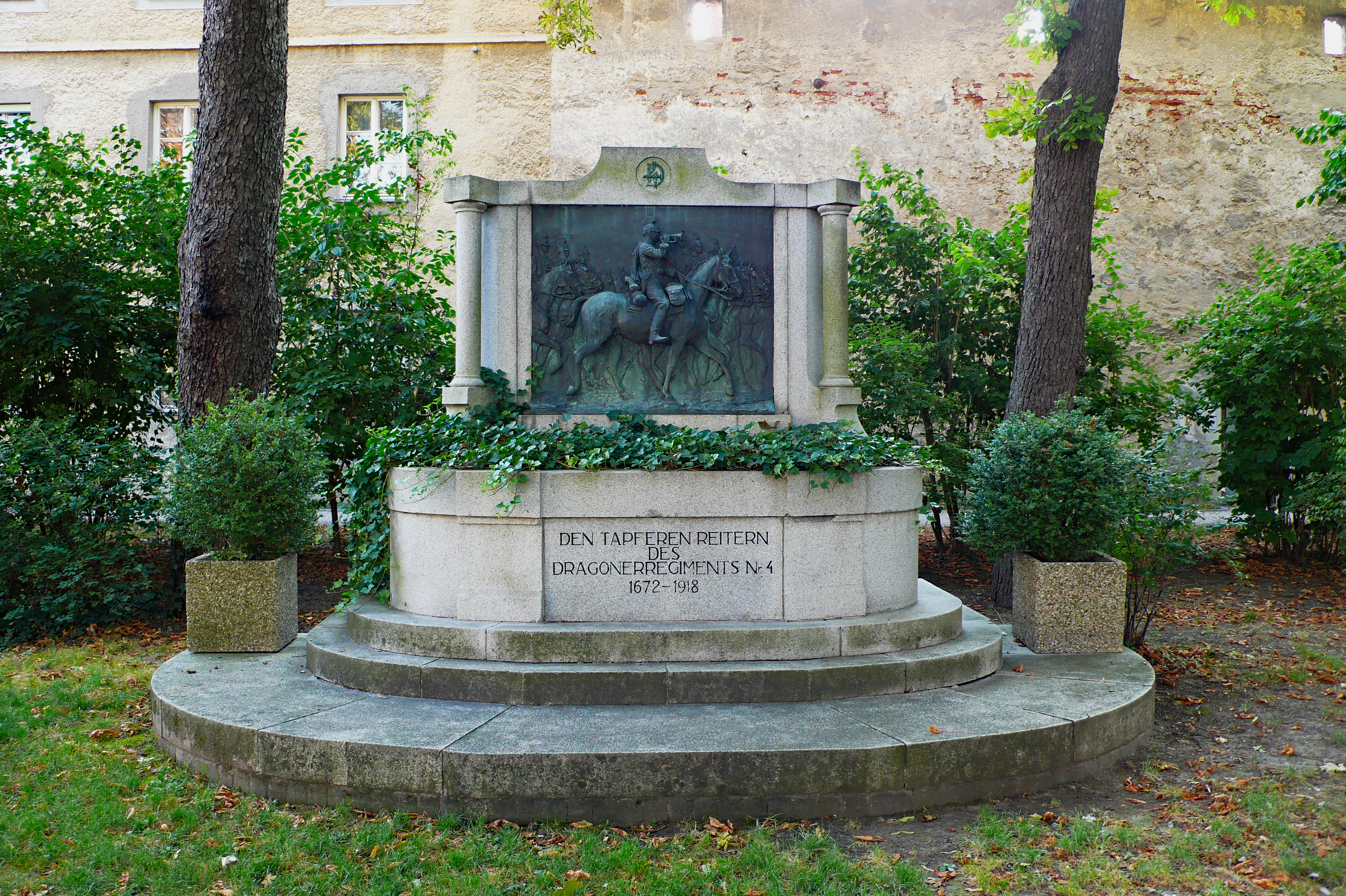
Denkmal für das Dragonerregiment Nr. 4 in Wels

Nach den schweren Verlusten an Personal und Pferden in den Kämpfen gegen Russland zu Beginn des Krieges wurde das Regiment im Jahre 1915 aufgelöst. Zusammen mit den Überresten anderer Kavallerie-Regimenter bildete das ehemalige Dragoner-Regiment Nr. 4 das neuerrichtete Kavallerieschützen-Regiment Nr. 9.

## Verbandszugehörigkeit und Status im Juli 1914
XIV. Armeekorps – 4. Kavallerie Truppendivision – 18. Kavalleriebrigade
Nationalitäten: 99 % Deutsche – 1 % Sonstige
Regimentssprache: Deutsch

## Adjustierung
- Adjustierung als Kürassierregiment

1738: weißer Rock, rote Aufschläge
1765 (1767): weißer Rock, dunkelgrüne Egalisierung, weiße Hosen, weiße Knöpfe
- Kürassier Regiment Nr. 12, von 1802 an Nr. 4

1798: weißer Rock, grasgrüne Egalisierung, weiße Hosen, weiße Knöpfe
1850: weißer Waffenrock, grasgrüne Egalisierung, lichtblaue Pantalons, weiße Knöpfe
- Dragoner Regiment Nr. 4

1868: lichtblauer Waffenrock, grasgrüne Egalisierung, krapprote Stiefelhose, weiße Knöpfe

## Gliederung
Ein Regiment bestand in der Österreichisch-Ungarischen Kavallerie in der Regel ursprünglich aus drei bis vier (in der Ausnahme auch mehr) Division. (Mit Division wurde hier ein Verband in Bataillonsstärke bezeichnet. Die richtige Division wurde Infanterie- oder Kavallerie-Truppendivision genannt.) Jede Division hatte drei Eskadronen, deren jede wiederum aus zwei Kompanien bestand. Die Anzahl der Reiter in den einzelnen Teileinheiten schwankte, lag jedoch normalerweise bei etwa 80 Reitern je Kompanie, bzw. 160 Reitern je Eskadron.
(Bei der, durch Kaiser Joseph II. begonnenen Heeresreform war jedoch die Kompaniegliederung innerhalb der Kavallerie bereits aufgegeben worden.)
Die einzelnen Divisionen wurden nach ihren formalen Führern benannt:
- die 1. Division war die Oberst-Division
- die 2. Division war die Oberstlieutenant (Oberstleutnant)-Division
- die 3. Division war die Majors-Division
- die 4. Division war die 2. Majors-Division
- die 5. Division (soweit vorhanden) war die 3. Majors-Division

Im Zuge der Heeresreform wurden die Kavallerie-Regimenter ab 1860 auf zwei Divisionen reduziert.
Bedingt durch die ständige Umbenennung sind die Regimentsgeschichten der österreichisch-ungarischen Kavallerie nur sehr schwer zu verfolgen. Hinzu kommt die ständige und dem Anschein nach willkürliche, zum Teil mehrfache Umklassifizierung der Verbände. (Zum Beispiel: K.u.k. Böhmisches Dragoner-Regiment „Fürst zu Windisch-Graetz“ Nr. 14)